# Platební neschopnost
Platební neschopnost neboli insolvence je neschopnost dlužníka splácet své dluhy a tak dostát svým závazkům i přes snahu dlužníka splácet svůj dluh věřiteli. Jedná se o rozdílný stav oproti platební nevůli, kdy dlužník nemá vůli svůj dluh splácet. Dlužník se do platební insolvence může dostat např. vyhlášením konkurzu nad firmou, vyrovnáním dlužníka s věřitelem atd.
V druhotné platební neschopnosti se nachází dlužník, který není schopen hradit své závazky z důvodu neuhrazených pohledávek od odběratelů. Stav druhotné platební neschopnosti se postupně přenáší na další subjekty, čímž ohrožuje podnikatelské prostředí jako celek.
Pojem platební neschopnost bývá často používán velmi volně a často je zaměňován s pojmem platební nevůle. Platební neschopnost je neschopnost dlužníka dostát svým závazkům včas a v plném rozsahu. Platební nevůle je stav, při kterém dlužník disponuje disponibilními zdroji, které by mu buď bez větších problémů, nebo i s určitými dopady umožnily uhradit dluh, ale dlužník se rozhodl zadržet peníze a využít benefity z tohoto postupu, které jsou větší než zápory. Jako nástroj omezení rizika platební neschopnosti je velmi často voleno pojištění rizika platební neschopnosti, avšak to bývá spojováno se spoluúčasti pojištěného.
Insolvenční správci ale mohou systému zneužívat.

## Insolvence podniku
Insolvence podniku se projevuje pozastavením jeho plateb a bývá řešena formou vyrovnání nebo konkurzu, eventuálně exekucí majetku. Formálně insolvence vzniká v těchto případech:
- soud prohlásil konkurz na majetek dlužníka;
- soud zamítl návrh na prohlášení konkurzu pro nedostatek majetku dlužníka
- soud potvrdil vyrovnání mezi dlužníkem a věřitelem;
- věřitel uzavřel úředně ověřené mimosoudní vyrovnání s dlužníkem;
- výkonem rozhodnutí proti dlužníkovi nebyla pohledávka uhrazena.[2]

Insolvenční řízení definuje insolvenční zákon jako soudní řízení, jehož předmětem je dlužníkův úpadek nebo hrozící úpadek a způsob jeho řešení. Insolvenční zákon rovněž definuje úpadek. Existují dvě varianty úpadku: platební neschopnost a předlužení podniku. Zjevný úpadek se projevuje navenek tím, že podnik neplní platby a to ani po třiceti dnech, kdy jsou splatné. Předlužení se nemusí projevit navenek, protože podnik své závazky hradí (například díky úvěru), ale celkový objem jeho závazků je větší než majetek podniku. Obě situace jsou důvodem pro zahájení insolvenčního řízení.

## Druhotná platební neschopnost
Do platební neschopnosti se může podnik dostat vinou zvýšení pohledávek po lhůtě splatnosti. V takovém případě se jedná o druhotnou platební neschopnost.
Dodavatel může utrpět škodu rovněž, pokud zboží ještě neodeslal, ale vynaložil na jeho výrobu nebo koupi prostředky. V době, kdy je odběratel insolventní, nemůže zakázku dokončit nebo odeslat a musí hledat jiné řešení odbytu daných výrobků.
Druhotná platební neschopnost v době krize je trvalá a závažná hrozba. Proto je důležité myslet na to, že firma má několik klíčových odběratelů nebo hlavních komodit, které tvoří jádro jejího hrubého zisku. Pád, popř. insolvence, klíčových odběratelů může způsobit firmě výrazné problémy. Proto je potřeba sledovat celkovou finanční situaci klíčových odběratelů. Zde je na místě klasické rozdělení odběratelů podle Paretova principu. Podle něj platí, že 20 % odběratelů vytváří 80 % celkového příjmu a proto je nutné starat se zejména o klíčové odběratele, ale rovněž je potřeba sledovat jejich platební morálku nebo jiné signály o jejich eventuálních hospodářských potížích. 

### Přenesení rizika
Riziko platební nevůle a neschopnosti lze přenést na jiné partnery: zprostředkovatele, obchodní zástupce, komisionáře apod. zpravidla za zvláštní odměnu. Účinnost této metody však závisí na spolehlivosti firem, na které je riziko přenášeno. Mnohem efektivnější je využití služeb finančních institucí, zejména úvěrových pojišťoven a institucí poskytujících bezregresní faktoring a forfaiting. 

### Další příčiny platební neschopnosti
Dalším faktorem, který může vést k platební neschopnosti je zpožďování plateb. Zpožďování plateb je prodlužování obchodního úvěru tj. prodlužování doby splatnosti faktury. Příčinou uvedeného jevu může být dočasný nedostatek likvidních prostředků, nedbalost při vyřizování plateb nebo platební nevůle. Důsledkem jsou dodatečné náklady pro zabezpečení náhradního financování. Podnik může rovněž přestat platit své závazky, pokud se vyskytne změna v okolí, kterou nemůže ovlivnit.